# José Devaca
José Ricardo Devaca Sánchez (né le 18 septembre 1982 à Capiatá au Paraguay) est un joueur de football international paraguayen, qui évolue au poste de défenseur.

## Biographie

### Carrière en sélection
Avec l'équipe du Paraguay, il joue deux matchs (pour aucun but inscrit) entre 2004 et 2005. 
Il figure dans le groupe des sélectionnés lors de la Copa América de 2004, où son équipe atteint les quarts de finale.
Il participe également aux Jeux olympiques de 2004, où il remporte la médaille d'argent.
Il dispute enfin la Coupe du monde des moins de 17 ans 1997 et la Coupe du monde des moins de 20 ans 2001.

## Palmarès
| Cerro Porteño - Championnat du Paraguay (2) : - Champion : 2001 et 2004. |  | Paraguay olympique - Jeux olympiques : - Argent : 2004. |